# Cellaria magnimandibulata
Cellaria magnimandibulata is een mosdiertjessoort uit de familie van de Cellariidae. De wetenschappelijke naam van de soort is voor het eerst geldig gepubliceerd in 1986 door Gordon.